# 櫻井慎也 (声優)
櫻井 慎也（さくらい しんや、11月29日 - ）は、日本の男性声優。兵庫県出身。リマックス所属。

## 略歴
リマックス付属養成所第10期生を経て、リマックスに所属。

## 人物
- 好きな動物は鶏[3]。
- 趣味：サイクリング、観劇、読書[4]
- 特技：バク転、ドイツ歌曲歌唱、関西弁[4]
- 資格：司書[4]

## 出演

### 舞台
- 第11回 リマックス新人公演 インコ組（2019年2月、サンモールスタジオ）[2]
- 劇団鳥獣戯画 第95回公演 歌舞伎ミュージカル『不知火譚　第三章～蜘蛛の子散らすノ陣～』（2019年5月、本多劇場）[5]

### 吹き替え
- 御史とジョイ（ユクチル〈ミン・ジヌン〉）

### OVA
- ストライク・ザ・ブラッド IV（2020年、兵士）

### その他コンテンツ
- 東芝エレベータVP（映像出演）
- 東京おもちゃショー2019（MC）